# 1712 год в науке
В 1712 году в науке и технике произошло несколько значимых событий.

## Астрономия
- Исаак Ньютон и Эдмонд Галлей опубликовали звёздный каталог Historia Coelestis Джона Флемстида, не получив на то его согласия.[1] Окончательный вариант, утверждённый Флемстидом, был опубликован посмертно в 1725 году.

## Математика
- Брук Тейлор представил версию своей теоремы.
- Жак Филипп Маральди экспериментально получил угол в форме ромбического додекаэдра, который с тех пор называется углом Маральди.

## Технологии
- Томас Ньюкомен и Джон Колли для откачки воды из шахт Чёрной страны[англ.] (Англия) построили первый известный работающий паровой двигатель.[2]

## Родились
- 8 марта — Джон Фозергилл, британский медик, один из основателей Эдинбургского королевского медицинского общества (умер в 1780)
- 27 марта — Клод Буржела, французский учёный, один из основоположников ветеринарной науки во Франции (умер в 1779)
- Анжелика дю Кудре, французский пионер современного акушерства (умерла в 1789)
- Бартоломью Мосс, ирландский хирург (умер в 1759)

## Умерли
- 2 февраля — Мартин Листер, английский естествоиспытатель и врач (род. в 1639)
- 25 марта — Неемия Грю, английский ботаник и врач, микроскопист, основоположник анатомии растений (род. в 1641)
- 29 августа — Грегор Кинг, английский статистик (род. в 1648)
- 14 сентября — Джованни Доменико Кассини, итальянский и французский астроном и инженер (род. в 1625)
- Дени Папен, французский физик, математик и изобретатель (род. в 1647)